# Röekillorna

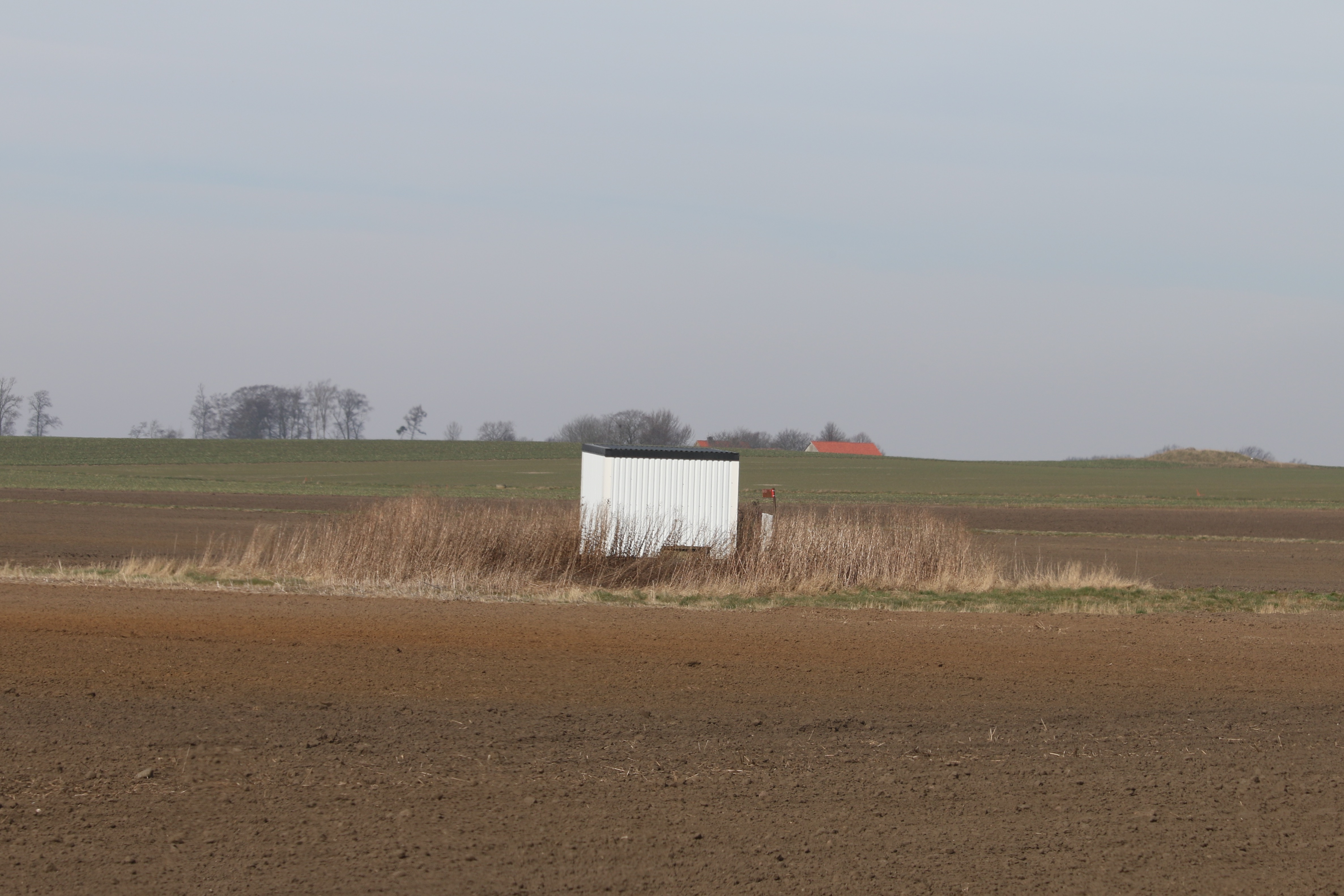
Röekillorna im 2016

Röekillorna ist eine 1951 entdeckte, mit Wasser gefüllte Senke bei Löderup in der Gemeinde Ystad im Südosten Schonens. Sie befindet sich ungefähr 1,5 km südwestlich von Hagestad und trägt den Namen wegen der kräftig roten Farbe, die das dort aufsteigende Wasser aufgrund des hohen Eisengehaltes hat.
Die Quelle wurde vom Neolithikum bis zur römischen Kaiserzeit als Opferstätte und Heiligtum genutzt. Sie wurde von Berta Stjernquist (1918–2010) in den Jahren 1960–1962 vollständig erforscht.
In und neben der Quelle wurden etwa 6000 Knochenstücke ausgegraben. Davon konnten 4000 bestimmt werden. Rund ein Drittel stammen von Pferden und Hunden. Außerdem konnten Schafe, Ziegen, Schweine und Rinder identifiziert werden. 44 Knochen konnten von Herved Berlin Menschen zugeordnet werden, mindestens zwei Erwachsenen und einem Kind. Daneben wurden Steingeräte aus unterschiedlichen Zeiten gefunden, mit denen die Tiere getötet und zerlegt wurden. Hinzu kommen Mahlsteine, verkohlte Holzstücke, Steine, die durch Feuer beschädigt waren und gespaltene Markknochen. Auf der Innenseite von zerscherbten Gefäßen aus der Bronze– und Eisenzeit weisen Spuren von tierischem Fett auf die Aufbewahrung von Nahrungsmitteln hin. Eine Fibel aus der vorrömischen Eisenzeit gehörte zum Gewand eines Menschen.
Die Landschaft war damals dicht besiedelt. Geopfert wurden offenbar Tiere, Menschen und Speisen. Die verwendeten Geräte wurden anschließend intentionell zerstört zurückgelassen.